# Tour de France 1991
Il Tour de France 1991, settantottesima edizione della corsa, si svolse in ventidue tappe precedute da un prologo iniziale, dal 6 luglio al 28 luglio 1991, per un percorso totale di 3 914,4 km. 
Fu vinto per la prima volta dallo spagnolo Miguel Indurain, al primo podio colto nella Grande Boucle dopo aver egregiamente svolto compiti di gregariato in favore di Pedro Delgado nell'edizione precedente. 
Indurain, con tale vittoria, inizió una vera e propria era, in quanto si trattó della prima di cinque edizioni consecutive da lui vinte. 
Il navarro terminò le proprie fatiche sulle strade francesi in 101h01'20", precedendo in classifica generale due ciclisti italiani: Gianni Bugno (per la prima volta sul podio del Tour) e Claudio Chiappucci (per la seconda volta sui gradini dei Campi Elisi, dopo la seconda posizione ottenuta l'anno precedente).

## Tappe
| Tappa  | Data      | Percorso                               | km    | Vincitore di tappa       | Leader cl. generale |
| ------ | --------- | -------------------------------------- | ----- | ------------------------ | ------------------- |
| prol.  | 6 luglio  | Lione (cron. individuale)              | 5,4   | Thierry Marie            | Thierry Marie       |
| 1ª     | 7 luglio  | Lione > Lione                          | 114,5 | Djamolidine Abdoujaparov | Greg LeMond         |
| 2ª     | 7 luglio  | Bron > Chassieu (cron. a squadre)      | 36,5  | Ariostea                 | Rolf Sørensen       |
| 3ª     | 8 luglio  | Villeurbanne > Digione                 | 210,5 | Étienne De Wilde         | Rolf Sørensen       |
| 4ª     | 9 luglio  | Digione > Reims                        | 286   | Djamolidine Abdoujaparov | Rolf Sørensen       |
| 5ª     | 10 luglio | Reims > Valenciennes                   | 149,5 | Jelle Nijdam             | Rolf Sørensen       |
| 6ª     | 11 luglio | Arras > Le Havre                       | 259   | Thierry Marie            | Thierry Marie       |
| 7ª     | 12 luglio | Le Havre > Argentan                    | 196,5 | Jean-Paul van Poppel     | Thierry Marie       |
| 8ª     | 13 luglio | Argentan > Alençon (cron. individuale) | 73    | Miguel Indurain          | Greg LeMond         |
| 9ª     | 14 luglio | Alençon > Rennes                       | 161   | Mauro Ribeiro            | Greg LeMond         |
| 10ª    | 15 luglio | Rennes > Quimper                       | 207,5 | Phil Anderson            | Greg LeMond         |
| 11ª    | 16 luglio | Quimper > Saint-Herblain               | 246   | Charly Mottet            | Greg LeMond         |
|        | 17 luglio | giorno di riposo                       |       |                          |                     |
| 12ª    | 18 luglio | Pau > Jaca (ESP)                       | 192   | Charly Mottet            | Luc Leblanc         |
| 13ª    | 19 luglio | Jaca (ESP) > Val-Louron                | 232   | Claudio Chiappucci       | Miguel Indurain     |
| 14ª    | 20 luglio | Saint-Gaudens > Castres                | 172,5 | Bruno Cenghialta         | Miguel Indurain     |
| 15ª    | 21 luglio | Albi > Alès                            | 235   | Moreno Argentin          | Miguel Indurain     |
| 16ª    | 22 luglio | Alès > Gap                             | 215   | Marco Lietti             | Miguel Indurain     |
| 17ª    | 23 luglio | Gap > Alpe d'Huez                      | 125   | Gianni Bugno             | Miguel Indurain     |
| 18ª    | 24 luglio | Le Bourg-d'Oisans > Morzine            | 255   | Thierry Claveyrolat      | Miguel Indurain     |
| 19ª    | 25 luglio | Morzine > Aix-les-Bains                | 177   | Dmitrij Konyšev          | Miguel Indurain     |
| 20ª    | 26 luglio | Aix-les-Bains > Mâcon                  | 160   | Vjačeslav Ekimov         | Miguel Indurain     |
| 21ª    | 27 luglio | Lugny > Mâcon (cron. individuale)      | 57    | Miguel Indurain          | Miguel Indurain     |
| 22ª    | 28 luglio | Melun > Parigi (Champs-Élysées)        | 178   | Dmitrij Konyšev          | Miguel Indurain     |
| Totale | Totale    | Totale                                 | 3 914 |                          |                     |

## Squadre e corridori partecipanti
Al Tour de France 1991 parteciparono 22 squadre, le sedici meglio classificate nella graduatoria FICP (esclusa la Del Tongo, che rinunciò a partecipare) e sei invitate dagli organizzatori: Amaya Seguros, Castorama, Panasonic, Ryalcao-Postobon, Tonton Tapis e TVM-Sanyo. Al via erano così presenti 4 formazioni francesi, 4 spagnole, 4 olandesi, 4 belghe, 3 italiane, 1 svizzera, 1 colombiana e 1 statunitense. I 198 corridori al via erano 40 francesi, 27 belgi, 25 spagnoli, 21 italiani, 18 olandesi, 11 colombiani, 10 tedeschi, 10 svizzeri, 9 danesi, 7 sovietici, 5 statunitensi, 4 irlandesi, 3 norvegesi, 2 britannici, 2 australiani, 1 brasiliano, 1 messicano, 1 jugoslavo, 1 canadese.
| N.      | Cod. | Squadra                  |
| ------- | ---- | ------------------------ |
| 1-9     | Z    | Z                        |
| 11-19   | CAR  | Carrera-Vagabond         |
| 21-29   | PDM  | PDM-Concorde             |
| 31-39   | BAN  | Banesto                  |
| 41-49   | ONC  | ONCE                     |
| 51-59   | GAT  | Chateau d'Ax-Gatorade    |
| 61-69   | LOT  | Lotto                    |
| 71-79   | MOT  | Motorola                 |
| 81-89   | AMA  | Amaya Seguros            |
| 91-99   | CAS  | Castorama                |
| 101-109 | HEV  | Helvetia-Fichtel & Sachs |

| N.      | Cod. | Squadra                |
| ------- | ---- | ---------------------- |
| 111-119 | RYA  | Ryalcao-Postobon       |
| 121-129 | ARI  | Ceramiche Ariostea     |
| 131-139 | RMO  | R.M.O.                 |
| 141-149 | TVM  | TVM-Sanyo              |
| 151-159 | PAN  | Panasonic-Sportlife    |
| 161-169 | WEI  | Weinmann-Eddy Merckx   |
| 171-179 | HIS  | Histor-Sigma           |
| 181-189 | TOS  | Toshiba                |
| 191-199 | BUC  | Buckler-Colnago-Decca  |
| 201-209 | TON  | Tonton Tapis-GB-Corona |
| 211-219 | CLA  | CLAS-Cajastur          |

## Resoconto degli eventi
Il Tour de France numero 78 partì da Lione con 198 corridori al via, e si concluse come di consueto sugli Champs-Élysées, a Parigi. Il campione in carica Greg LeMond indossò la maglia gialla nella prima tappa, per poi cedere il primato dopo solo un giorno al giovane danese Rolf Sørensen, componente del team Ariostea vincitore della cronometro a squadre. Sørensen tenne la maglia per quattro giornate, prima di essere costretto all'abbandono per una caduta rimediata nella tappa di Valenciennes. Il francese Thierry Marie vinse la frazione di Le Havre con una fuga in solitaria di 234 km e riconquistò la maglia gialla (l'aveva già vestita al termine del prologo); due giorni dopo, il 13 luglio, la cronometro di Alençon vide però l'affermazione di Miguel Indurain, con LeMond che si riprese il primo posto nella graduatoria generale.
Tra il 15 e il 16 luglio scoppiò il caso PDM. Cinque dei nove ciclisti della formazione olandese, Jean-Paul van Poppel, Nico Verhoeven, Falk Boden, Uwe Raab e Martin Earley, si ritirarono prima e durante la tappa con arrivo a Quimper; gli altri quattro in squadra, Erik Breukink, Sean Kelly (rispettivamente terzo e quinto in classifica), Raúl Alcalá e Jos van Aerts, non presero il via l'indomani. Tutti e nove erano stati colti da febbre alta e dolori alle ossa, e avevano subito lasciato la Francia per essere ricoverati in ospedale a 's-Hertogenbosch. «Infezione batterica dovuta a intossicazione alimentare» fu la motivazione ufficiale data dal direttore sportivo del team, Jan Gisbers, dopo le analisi ospedaliere. Il fatto che solo i ciclisti – e nessuna delle altre circa venti persone dello staff della PDM – fossero stati colpiti dall'infezione, unitamente ad alcune dichiarazioni confuse e contraddittorie (il medico della squadra, Wim Sanders, escluse subito l'eventualità di intossicazione alimentare, salvo poi smentire), diede immediatamente adito all'ipotesi di un ricorso a pratiche dopanti all'interno della squadra. A rafforzare tale eventualità vi erano anche diversi casi sospetti che avevano coinvolto negli anni precedenti il team: la positività al testosterone di Gert-Jan Theunisse al Tour de France 1988, il prematuro ritiro dall'attività di Hans Daams per problemi cardiaci, la morte per arresto cardiaco, nel 1990, del giovane ciclista Johannes Draaijer, in forza alla PDM.
LeMond perse la leadership della generale il 18 luglio, venendo rimpiazzato in testa alla graduatoria dal francese Luc Leblanc, autore di una fuga nella frazione con arrivo a Pau. L'indomani, nel giorno del tappone pirenaico con Portalet, Aubisque, Tourmalet, Aspin e arrivo in quota a Val-Louron, lo statunitense si staccò dai migliori già sul Tourmalet, e alla fine perse più di sette minuti dal vincitore di tappa Claudio Chiappucci e da Miguel Indurain. Lo spagnolo della Banesto conquistò quel giorno la maglia gialla, per non cederla più: dopo aver retto bene sulle Alpi, mantenendo invariati i distacchi sui rivali, Indurain rafforzò infatti il primato nella specialità a lui più congeniale, la cronometro (57 chilometri da Lugny a Mâcon), andando a conquistare così per la prima volta, alla settima partecipazione, il Tour de France. Sul podio di Parigi salirono anche Gianni Bugno, vincitore sull'Alpe d'Huez, e Claudio Chiappucci, terzo.
Indurain salì per la prima volta sul podio al Tour, portando la Spagna alla quarta vittoria della Grande Boucle, tre anni dopo il trionfo di Pedro Delgado. Su un totale di ventitré prove (considerando come unità pure il cronoprologo), fu maglia gialla al termine delle ultime dieci tappe. Bugno salì anch'egli per la prima volta sul podio del Tour, mentre Chiappucci ottenne il secondo podio al Tour, dopo la piazza d'onore dell'anno precedente. Era dall'edizione del 1965 (quando Felice Gimondi trionfò e Gianni Motta concluse al terzo posto) che due corridori italiani non terminavano sul podio di Parigi.
Chiappucci si aggiudicò anche la maglia a pois di miglior scalatore e il premio della combattività. La maglia verde della classifica a punti andò invece al velocista Djamolidine Abdoujaparov, già vincitore di due tappe e primo sovietico a riuscire a prendere la maglia. Proprio Abdoujaparov, già in verde, cadde nell'ultima volata, quella sugli Champs-Élysées, impattando sulle transenne e fratturandosi la clavicola sinistra; riuscì comunque a tagliare il traguardo. Miglior giovane fu il ventiquattrenne colombiano Álvaro Mejía, diciannovesimo nella generale, miglior squadra la Banesto di Indurain. Cinque furono i corridori che si aggiudicarono il maggior numero di frazioni in questa edizione (due ciascuno): Thierry Marie, Miguel Indurain, Djamolidine Abdoujaparov, Charly Mottet e Dmitrij Konyšev. Dei 198 ciclisti partiti, 158 giunsero a Parigi.

## Dettagli delle tappe

### Prologo
- 6 luglio: Lione – Cronometro individuale – 5,4 km

Risultati
| Pos. | Corridore     | Squadra   | Tempo |
| ---- | ------------- | --------- | ----- |
| 1    | Thierry Marie | Castorama | 6'11" |
| 2    | Erik Breukink | PDM       | a 2"  |
| 3    | Greg LeMond   | Z         | a 3"  |

| Pos. | Corridore     | Squadra   | Tempo |
| ---- | ------------- | --------- | ----- |
| 1    | Thierry Marie | Castorama | 6'11" |
| 2    | Erik Breukink | PDM       | a 2"  |
| 3    | Greg LeMond   | Z         | a 3"  |

### 1ª tappa
- 7 luglio: Lione > Lione – 114,5 km

Risultati
| Pos. | Corridore                | Squadra | Tempo    |
| ---- | ------------------------ | ------- | -------- |
| 1    | Djamolidine Abdoujaparov | Carrera | 2h28'54" |
| 2    | Sean Kelly               | PDM     | s.t.     |
| 3    | Greg LeMond              | Z       | s.t.     |

| Pos. | Corridore                | Squadra | Tempo    |
| ---- | ------------------------ | ------- | -------- |
| 1    | Greg LeMond              | Z       | 2h34'54" |
| 2    | Erik Breukink            | PDM     | a 11"    |
| 3    | Djamolidine Abdoujaparov | Carrera | a 23"    |

### 2ª tappa
- 7 luglio: Bron > Chassieu – Cronometro a squadre – 36,5 km

Risultati
| Pos. | Squadra             | Tempo  |
| ---- | ------------------- | ------ |
| 1    | Ceramiche Ariostea  | 41'23" |
| 2    | Castorama           | a 8"   |
| 3    | Panasonic-Sportlife | a 35"  |

| Pos. | Corridore     | Squadra  | Tempo    |
| ---- | ------------- | -------- | -------- |
| 1    | Rolf Sørensen | Ariostea | 3h16'56" |
| 2    | Greg LeMond   | Z        | a 10"    |
| 3    | Erik Breukink | PDM      | a 12"    |

### 3ª tappa
- 8 luglio: Villeurbanne > Digione – 210 km

Risultati
| Pos. | Corridore            | Squadra      | Tempo    |
| ---- | -------------------- | ------------ | -------- |
| 1    | Étienne De Wilde     | Histor-Sigma | 5h15'11" |
| 2    | Jean-Paul van Poppel | PDM          | s.t.     |
| 3    | Olaf Ludwig          | Panasonic    | s.t.     |

| Pos. | Corridore     | Squadra  | Tempo    |
| ---- | ------------- | -------- | -------- |
| 1    | Rolf Sørensen | Ariostea | 8h32'07" |
| 2    | Greg LeMond   | Z        | a 10"    |
| 3    | Erik Breukink | PDM      | a 12"    |

### 4ª tappa
- 9 luglio: Digione > Reims – 286 km

Risultati
| Pos. | Corridore                | Squadra   | Tempo    |
| ---- | ------------------------ | --------- | -------- |
| 1    | Djamolidine Abdoujaparov | Carrera   | 7h49'14" |
| 2    | Olaf Ludwig              | Panasonic | s.t      |
| 3    | Sean Kelly               | PDM       | s.t.     |

| Pos. | Corridore     | Squadra  | Tempo     |
| ---- | ------------- | -------- | --------- |
| 1    | Rolf Sørensen | Ariostea | 16h21'21" |
| 2    | Greg LeMond   | Z        | a 10"     |
| 3    | Erik Breukink | PDM      | a 12"     |

### 5ª tappa
- 10 luglio: Reims > Valenciennes – 149,5 km

Risultati
| Pos. | Corridore    | Squadra      | Tempo    |
| ---- | ------------ | ------------ | -------- |
| 1    | Jelle Nijdam | Buckler      | 3h17'38" |
| 2    | Remig Stumpf | Histor-Sigma | a 1"     |
| 3    | Olaf Ludwig  | Panasonic    | a 1"     |

| Pos. | Corridore     | Squadra  | Tempo     |
| ---- | ------------- | -------- | --------- |
| 1    | Rolf Sørensen | Ariostea | 19h39'08" |
| 2    | Greg LeMond   | Z        | a 9"      |
| 3    | Erik Breukink | PDM      | a 10"     |

### 6ª tappa
- 11 luglio: Arras > Le Havre – 259 km

Risultati
| Pos. | Corridore                | Squadra      | Tempo    |
| ---- | ------------------------ | ------------ | -------- |
| 1    | Thierry Marie            | Castorama    | 6h38'27" |
| 2    | Remig Stumpf             | Histor-Sigma | a 1'54"  |
| 3    | Djamolidine Abdoujaparov | Carrera      | s.t.     |

| Pos. | Corridore                | Squadra   | Tempo     |
| ---- | ------------------------ | --------- | --------- |
| 1    | Thierry Marie            | Castorama | 26h18'31" |
| 2    | Sean Kelly               | PDM       | a 1'04"   |
| 3    | Djamolidine Abdoujaparov | Carrera   | a 1'07"   |

### 7ª tappa
- 12 luglio: Le Havre > Argentan – 196,5 km

Risultati
| Pos. | Corridore            | Squadra  | Tempo    |
| ---- | -------------------- | -------- | -------- |
| 1    | Jean-Paul van Poppel | PDM      | 4h02'18" |
| 2    | Johan Museeuw        | Lotto    | s.t.     |
| 3    | Jan Schur            | Gatorade | s.t.     |

| Pos. | Corridore                | Squadra   | Tempo     |
| ---- | ------------------------ | --------- | --------- |
| 1    | Thierry Marie            | Castorama | 30h20'49" |
| 2    | Djamolidine Abdoujaparov | Carrera   | a 59"     |
| 3    | Sean Kelly               | PDM       | a 1'04"   |

### 8ª tappa
- 13 luglio: Argentan > Alençon – Cronometro individuale 73 km

Risultati
| Pos. | Corridore             | Squadra | Tempo    |
| ---- | --------------------- | ------- | -------- |
| 1    | Miguel Indurain       | Banesto | 1h35'44" |
| 2    | Greg LeMond           | Z       | a 8"     |
| 3    | Jean-François Bernard | Banesto | a 53"    |

| Pos. | Corridore                | Squadra | Tempo     |
| ---- | ------------------------ | ------- | --------- |
| 1    | Greg LeMond              | Z       | 31h57'48" |
| 2    | Erik Breukink            | PDM     | a 1'13"   |
| 3    | Djamolidine Abdoujaparov | Carrera | a 1'21"   |

### 9ª tappa
- 14 luglio: Alençon > Rennes – 161 km

Risultati
| Pos. | Corridore        | Squadra   | Tempo    |
| ---- | ---------------- | --------- | -------- |
| 1    | Mauro Ribeiro    | R.M.O.    | 3h40'51" |
| 2    | Laurent Jalabert | Toshiba   | s.t.     |
| 3    | Dmitrij Konyšev  | TVM-Sanyo | s.t.     |

| Pos. | Corridore                | Squadra | Tempo     |
| ---- | ------------------------ | ------- | --------- |
| 1    | Greg LeMond              | Z       | 35h39'32" |
| 2    | Erik Breukink            | PDM     | a 1'13"   |
| 3    | Djamolidine Abdoujaparov | Carrera | a 1'15"   |

### 10ª tappa
- 15 luglio: Rennes > Quimper–207,5 km

Risultati
| Pos. | Corridore     | Squadra      | Tempo    |
| ---- | ------------- | ------------ | -------- |
| 1    | Phil Anderson | Motorola     | 5h23'23" |
| 2    | Nico Emonds   | CLAS         | s.t.     |
| 3    | Brian Holm    | Histor-Sigma | s.t.     |

| Pos. | Corridore                | Squadra | Tempo     |
| ---- | ------------------------ | ------- | --------- |
| 1    | Greg LeMond              | Z       | 41h03'01" |
| 2    | Djamolidine Abdoujaparov | Carrera | a 1'09"   |
| 3    | Erik Breukink            | PDM     | a 1'13"   |

### 11ª tappa
- 16 luglio: Quimper > Saint-Herblain – 246 km

Risultati
| Pos. | Corridore                | Squadra | Tempo    |
| ---- | ------------------------ | ------- | -------- |
| 1    | Charly Mottet            | R.M.O.  | 5h12'31" |
| 2    | Johan Museeuw            | Lotto   | s.t      |
| 3    | Djamolidine Abdoujaparov | Carrera | s.t.     |

| Pos. | Corridore                | Squadra | Tempo     |
| ---- | ------------------------ | ------- | --------- |
| 1    | Greg LeMond              | Z       | 46h15'32" |
| 2    | Djamolidine Abdoujaparov | Carrera | a 51"     |
| 3    | Miguel Indurain          | Banesto | a 2'17"   |

### 12ª tappa
- 18 luglio: Pau > Jaca (ESP) – 192 km

Risultati
| Pos. | Corridore      | Squadra   | Tempo    |
| ---- | -------------- | --------- | -------- |
| 1    | Charly Mottet  | R.M.O.    | 5h15'52" |
| 2    | Pascal Richard | Helvetia  | s.t.     |
| 3    | Luc Leblanc    | Castorama | a 2"     |

| Pos. | Corridore     | Squadra   | Tempo     |
| ---- | ------------- | --------- | --------- |
| 1    | Luc Leblanc   | Castorama | 51h35'46" |
| 2    | Greg LeMond   | Z         | a 2'35"   |
| 3    | Charly Mottet | R.M.O.    | a 3'52"   |

### 13ª tappa
- 19 luglio: Jaca (ESP) > Val-Louron – 232 km

Risultati
| Pos. | Corridore          | Squadra  | Tempo    |
| ---- | ------------------ | -------- | -------- |
| 1    | Claudio Chiappucci | Carrera  | 7h11'16" |
| 2    | Miguel Indurain    | Banesto  | a 1"     |
| 3    | Gianni Bugno       | Gatorade | a 1'29"  |

| Pos. | Corridore       | Squadra  | Tempo     |
| ---- | --------------- | -------- | --------- |
| 1    | Miguel Indurain | Banesto  | 58h51'47" |
| 2    | Charly Mottet   | R.M.O.   | a 3'00"   |
| 3    | Gianni Bugno    | Gatorade | a 3'10"   |

### 14ª tappa
- 20 luglio: Saint-Gaudens > Castres – 172,5 km

Risultati
| Pos. | Corridore           | Squadra      | Tempo    |
| ---- | ------------------- | ------------ | -------- |
| 1    | Bruno Cenghialta    | Ariostea     | 4h15'51" |
| 2    | Jean-Claude Colotti | Tonton Tapis | a 20"    |
| 3    | Marco Giovannetti   | Gatorade     | a 21"    |

| Pos. | Corridore       | Squadra  | Tempo     |
| ---- | --------------- | -------- | --------- |
| 1    | Miguel Indurain | Banesto  | 63h09'14" |
| 2    | Charly Mottet   | R.M.O.   | a 3'00"   |
| 3    | Gianni Bugno    | Gatorade | a 3'10"   |

### 15ª tappa
- 21 luglio: Albi > Alès – 235 km

Risultati
| Pos. | Corridore        | Squadra  | Tempo    |
| ---- | ---------------- | -------- | -------- |
| 1    | Moreno Argentin  | Ariostea | 6h21'22" |
| 2    | Thomas Wegmüller | Weinmann | a 1'07"  |
| 3    | Mauro Ribeiro    | R.M.O.   | a 1'12"  |

| Pos. | Corridore       | Squadra  | Tempo     |
| ---- | --------------- | -------- | --------- |
| 1    | Miguel Indurain | Banesto  | 69h32'29" |
| 2    | Charly Mottet   | R.M.O.   | a 3'00"   |
| 3    | Gianni Bugno    | Gatorade | a 3'10"   |

### 16ª tappa
- 22 luglio: Alès > Gap – 215 km

Risultati
| Pos. | Corridore          | Squadra   | Tempo    |
| ---- | ------------------ | --------- | -------- |
| 1    | Marco Lietti       | Ariostea  | 6h06'39" |
| 2    | Greg LeMond        | Z         | a 2"     |
| 3    | Maurizio Fondriest | Panasonic | a 19"    |

| Pos. | Corridore       | Squadra  | Tempo     |
| ---- | --------------- | -------- | --------- |
| 1    | Miguel Indurain | Banesto  | 75h39'36" |
| 2    | Charly Mottet   | R.M.O.   | a 3'00"   |
| 3    | Gianni Bugno    | Gatorade | a 3'10"   |

### 17ª tappa
- 23 luglio: Gap (Francia) > Alpe d'Huez – 125 km

Risultati
| Pos. | Corridore       | Squadra   | Tempo     |
| ---- | --------------- | --------- | --------- |
| 1    | Gianni Bugno    | Gatorade  | 3h255'48" |
| 2    | Miguel Indurain | Banesto   | a 1"      |
| 3    | Luc Leblanc     | Castorama | a 2"      |

| Pos. | Corridore          | Squadra  | Tempo     |
| ---- | ------------------ | -------- | --------- |
| 1    | Miguel Indurain    | Banesto  | 79h05'25" |
| 2    | Gianni Bugno       | Gatorade | a 3'09"   |
| 3    | Claudio Chiappucci | Carrera  | a 4'48"   |

### 18ª tappa
- 24 luglio: Le Bourg-d'Oisans > Morzine – 255 km

Risultati
| Pos. | Corridore           | Squadra | Tempo    |
| ---- | ------------------- | ------- | -------- |
| 1    | Thierry Claveyrolat | R.M.O.  | 7h26'47" |
| 2    | Thierry Bourguignon | Toshiba | a 6"     |
| 3    | Claudio Chiappucci  | Carrera | a 30"    |

| Pos. | Corridore          | Squadra  | Tempo     |
| ---- | ------------------ | -------- | --------- |
| 1    | Miguel Indurain    | Banesto  | 86h32'42" |
| 2    | Gianni Bugno       | Gatorade | a 3'09"   |
| 3    | Claudio Chiappucci | Carrera  | a 4'48"   |

### 19ª tappa
- 25 luglio: Morzine > Aix-les-Bains – 177 km

Risultati
| Pos. | Corridore       | Squadra   | Tempo    |
| ---- | --------------- | --------- | -------- |
| 1    | Dmitrij Konyšev | TVM-Sanyo | 4h18'28" |
| 2    | Pascal Richard  | Helvetia  | s.t.     |
| 3    | Eduardo Chozas  | ONCE      | a 11"    |

| Pos. | Corridore          | Squadra  | Tempo     |
| ---- | ------------------ | -------- | --------- |
| 1    | Miguel Indurain    | Banesto  | 90h53'00" |
| 2    | Gianni Bugno       | Gatorade | a 3'09"   |
| 3    | Claudio Chiappucci | Carrera  | a 4'48"   |

### 20ª tappa
- 26 luglio: Aix-les-Bains > Mâcon – 160 km

Risultati
| Pos. | Corridore                | Squadra   | Tempo    |
| ---- | ------------------------ | --------- | -------- |
| 1    | Vjačeslav Ekimov         | Panasonic | 4h12'52" |
| 2    | Djamolidine Abdoujaparov | Carrera   | a 7"     |
| 3    | Olaf Ludwig              | Panasonic | a s.t.   |

| Pos. | Corridore          | Squadra  | Tempo     |
| ---- | ------------------ | -------- | --------- |
| 1    | Miguel Indurain    | Banesto  | 95h05'59" |
| 2    | Gianni Bugno       | Gatorade | a 3'09"   |
| 3    | Claudio Chiappucci | Carrera  | a 4'48"   |

### 21ª tappa
- 27 luglio: Lugny > Mâcon - Cronometro individuale – 57 km

Risultati
| Pos. | Corridore       | Squadra  | Tempo    |
| ---- | --------------- | -------- | -------- |
| 1    | Miguel Indurain | Banesto  | 1h11'45" |
| 2    | Gianni Bugno    | Gatorade | a 27"    |
| 3    | Greg LeMond     | Z        | a 48"    |

| Pos. | Corridore          | Squadra  | Tempo     |
| ---- | ------------------ | -------- | --------- |
| 1    | Miguel Indurain    | Banesto  | 90h53'00" |
| 2    | Gianni Bugno       | Gatorade | a 3'36"   |
| 3    | Claudio Chiappucci | Carrera  | a 5'56"   |

### 22ª tappa
- 28 luglio: Melun > Parigi (Champs-Élysées) – 178 km

Risultati
| Pos. | Corridore        | Squadra   | Tempo    |
| ---- | ---------------- | --------- | -------- |
| 1    | Dmitrij Konyšev  | TVM-Sanyo | 4h43'36" |
| 2    | Olaf Ludwig      | Panasonic | s.t.     |
| 3    | Laurent Jalabert | Toshiba   | s.t.     |

| Pos. | Corridore          | Squadra  | Tempo      |
| ---- | ------------------ | -------- | ---------- |
| 1    | Miguel Indurain    | Banesto  | 101h01'20" |
| 2    | Gianni Bugno       | Gatorade | a 3'36"    |
| 3    | Claudio Chiappucci | Carrera  | a 5'56"    |

## Classifiche finali

### Classifica generale - Maglia gialla
| Pos. | Corridore          | Squadra   | Tempo      |
| ---- | ------------------ | --------- | ---------- |
| 1    | Miguel Indurain    | Banesto   | 101h01'20" |
| 2    | Gianni Bugno       | Gatorade  | a 3'36"    |
| 3    | Claudio Chiappucci | Carrera   | a 5'56"    |
| 4    | Charly Mottet      | R.M.O.    | a 7'37"    |
| 5    | Luc Leblanc        | Castorama | a 10'10"   |
| 6    | Laurent Fignon     | Castorama | a 11'27"   |
| 7    | Greg LeMond        | Z         | a 13'13"   |
| 8    | Andrew Hampsten    | Motorola  | a 13'40"   |
| 9    | Pedro Delgado      | Banesto   | a 20'10"   |
| 10   | Gérard Rué         | Helvetia  | a 20'13"   |

### Classifica a punti - Maglia verde
| Pos. | Corridore        | Squadra   | Punti |
| ---- | ---------------- | --------- | ----- |
| 1    | D. Abdoujaparov  | Carrera   | 316   |
| 2    | Laurent Jalabert | Toshiba   | 263   |
| 3    | Olaf Ludwig      | Panasonic | 175   |

### Classifica scalatori - Maglia a pois
| Pos. | Corridore           | Squadra   | Punti |
| ---- | ------------------- | --------- | ----- |
| 1    | Claudio Chiappucci  | Carrera   | 312   |
| 2    | Thierry Claveyrolat | R.M.O.    | 277   |
| 3    | Luc Leblanc         | Castorama | 164   |
| 4    | Gianni Bugno        | Gatorade  | 157   |
| 5    | Miguel Indurain     | Banesto   | 141   |

### Classifica giovani - Maglia bianca
| Pos. | Corridore       | Squadra  | Tempo      |
| ---- | --------------- | -------- | ---------- |
| 1    | Álvaro Mejía    | Ryalcao  | 101h35'12" |
| 2    | Gerrit de Vries | Buckler  | a 20'55"   |
| 3    | Dominik Krieger | Helvetia | a 55'29"   |

### Classifica a squadre
| Pos. | Squadra          | Tempo      |
| ---- | ---------------- | ---------- |
| 1    | Banesto          | 303h28'50" |
| 2    | Castorama        | a 25'44"   |
| 3    | R.M.O.           | a 50'25"   |
| 4    | Z                | a 57'29"   |
| 5    | Ryalcao-Postobón | a 1h09'45" |